# Зарізький парк
Зарізький парк — парк-пам'ятка садово-паркового мистецтва місцевого значення в Україні. Розташований у межах Лубенського району Полтавської області, в центральній частині села Заріг.
Площа 7 га. Статус присвоєно згідно з рішенням облвиконкому від 13.12.1975 року. Перебуває у віданні: Зарізька сільська рада.
Статус присвоєно для збереження парку, закладеного 1959 року М. Ф. Басом та жителями села. Зростає понад 130 видів та форм декоративних дерев і кущів, у центрі парку створений «тіньовий годинник».

## Галерея

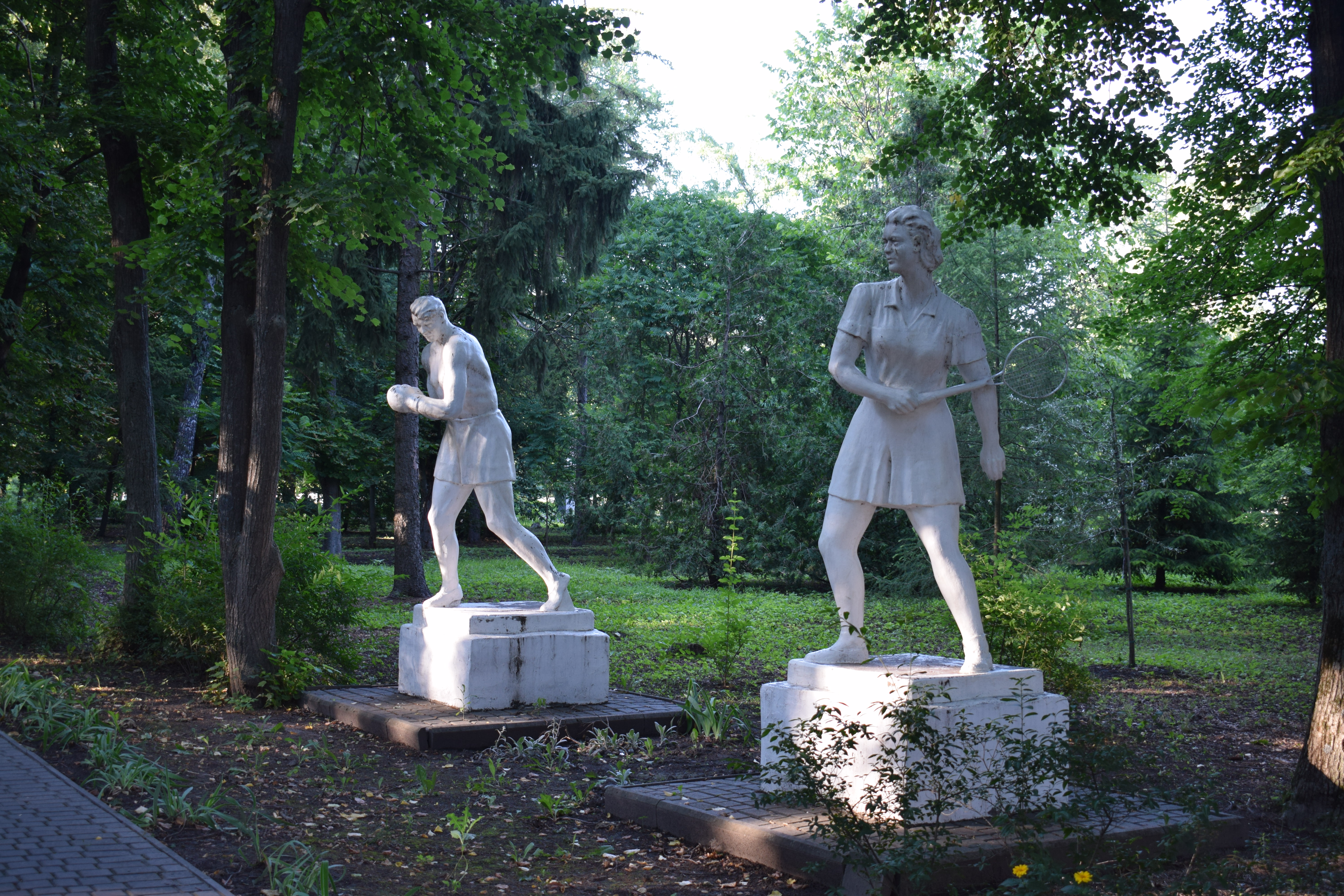
Скульптури у дендропарку (2020)
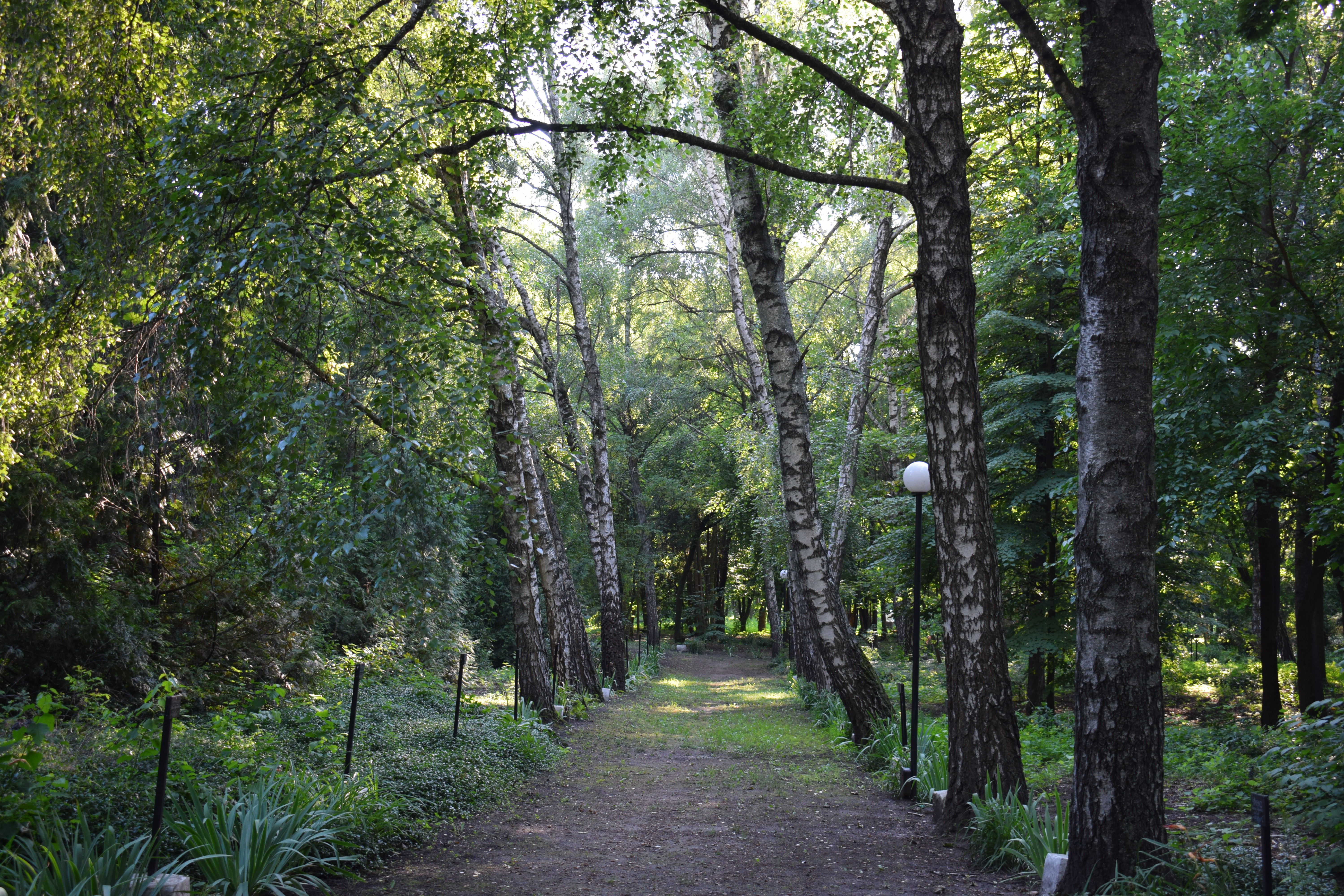
Зарізький дендропарк. Березова алея
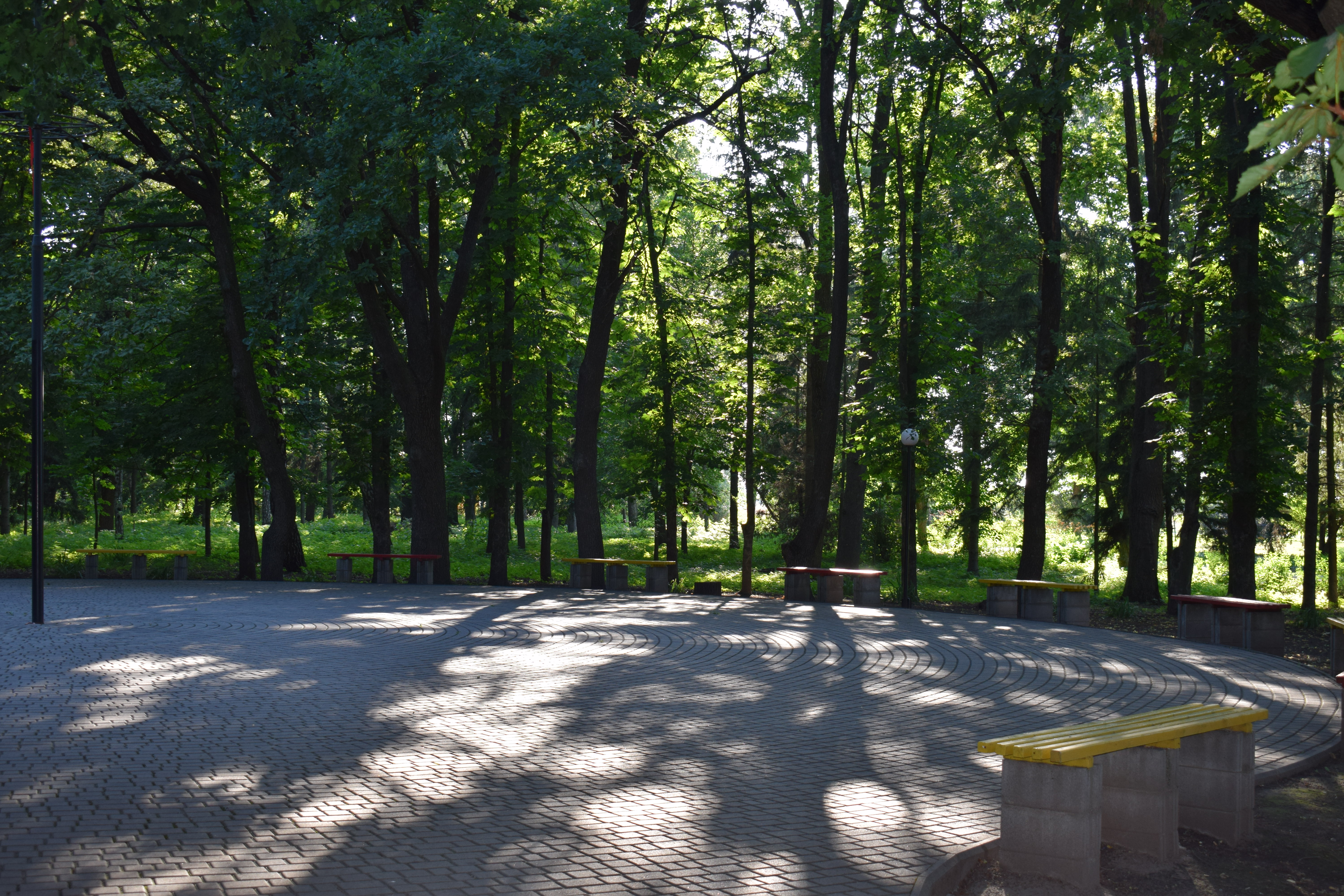
Зарізький дендропарк. Тіньовий годинник з дубів
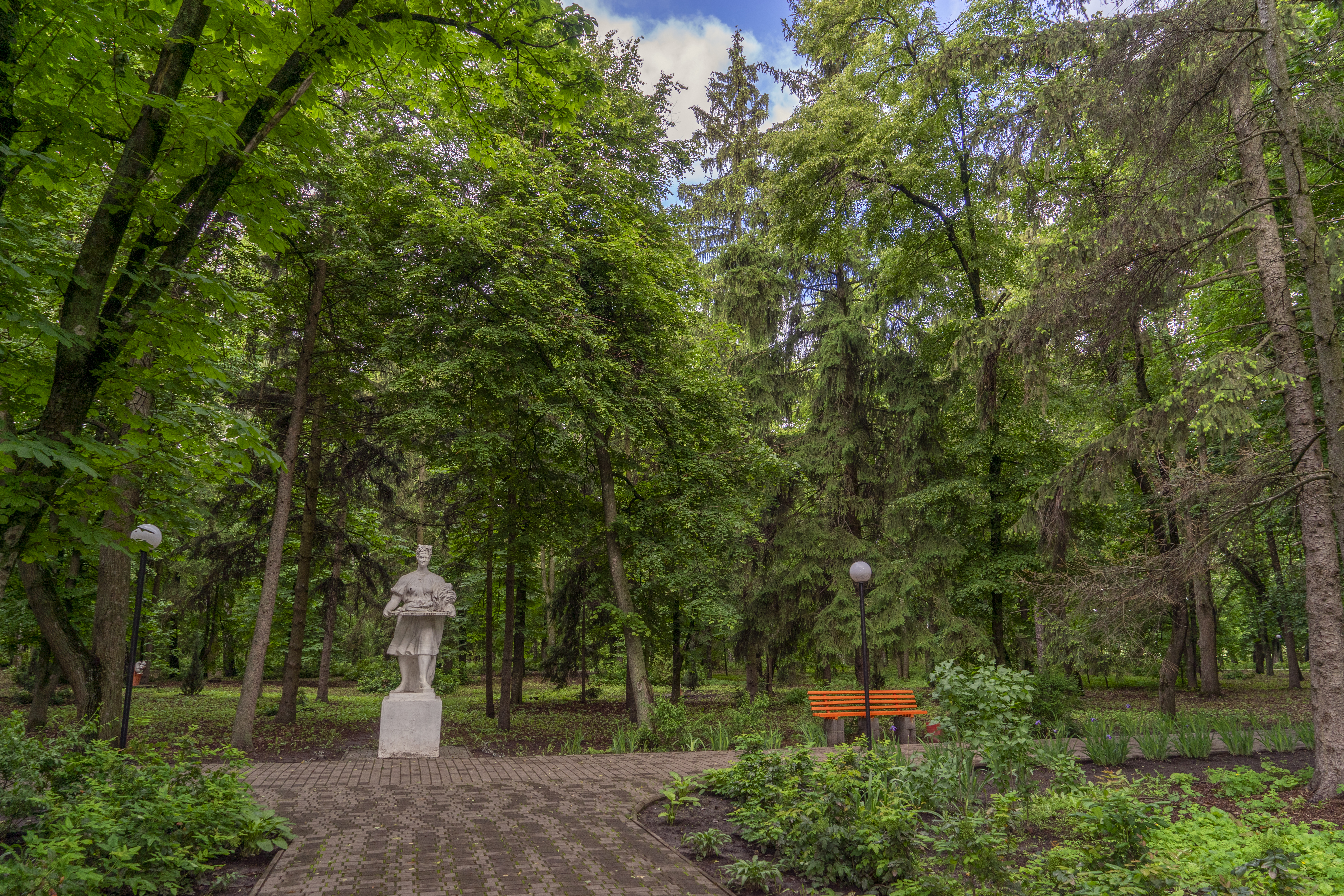
У парку
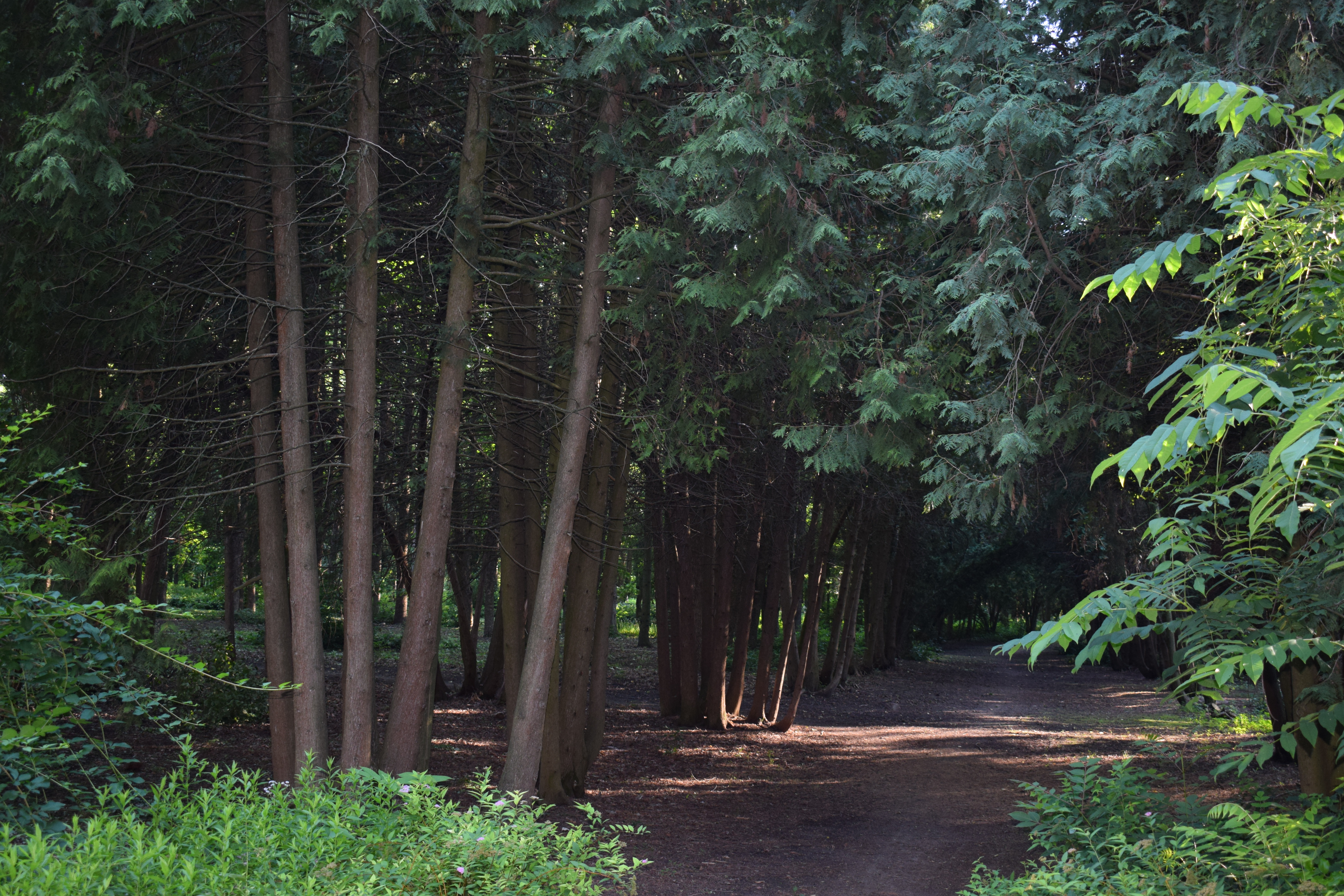
Тіниста туєва алея у Зарізькому дендропарку